# Rajd Wielkiej Brytanii 1977
Rajd Wielkiej Brytanii 1977 (26. Lombard RAC Rally) – 26. Rajd Wielkiej Brytanii rozgrywany w Wielkiej Brytanii w dniach 20–24 listopada. Była to jedenasta runda Rajdowych Mistrzostw Świata w roku 1977. Rajd został rozegrany na nawierzchni szutrowej i asfaltowej. Bazą rajdu były miasta Londyn i York.

## Wyniki[1]
| Msc. | Kierowca          | Pilot            | Samochód             | Czas    | Strata | Grupa | Pkt zespół | Pkt kierowca |
| ---- | ----------------- | ---------------- | -------------------- | ------- | ------ | ----- | ---------- | ------------ |
| 1    | Björn Waldegård   | Hans Thorszelius | Ford Escort RS1800   | 8:21,26 | 0,0    | 4     | 10+8       | 9            |
| 2.   | Hannu Mikkola     | Arne Hertz       | Toyota Celica 2000GT | 8:23,49 | +2,23  | 4     | 9+7        | 6            |
| 3.   | Russell Brookes   | John Brown       | Ford Escort RS1800   | 8:31,55 | +10,29 | 4     |            | 4            |
| 4.   | Roger Clark       | Stuart Pegg      | Ford Escort RS1800   | 8:36,21 | +14,55 | 4     |            | 3            |
| 5.   | Andy Dawson       | Andrew Marriott  | Ford Escort RS1800   | 8:39,46 | +18,20 | 4     |            | 2            |
| 6.   | Kyösti Hämäläinen | Howard Scott     | Ford Escort RS1800   | 8:42,17 | +20,51 | 4     |            | 1            |
| 7.   | Simo Lampinen     | Sölve Andreasson | Fiat 131 Abarth      | 8:44,24 | +22,58 | 4     | 4+2        |              |
| 8.   | Tony Pond         | Fred Gallagher   | Triumph TR7          | 8:45,04 | +23,38 | 4     | 3+1        |              |
| 9.   | Per Eklund        | Björn Cederberg  | Saab 99 EMS          | 8:46,02 | +24,36 | 4     | 2+0        |              |
| 10.  | Bror Danielsson   | Mike Broad       | Opel Kadett GT/E     | 8:46,22 | +24,56 | 4     | 1+0        |              |

## Punktacja

### Klasyfikacja producentów
| Lp. | Producent | Pkt.      |
| --- | --------- | --------- |
| 1   | Fiat      | 136 (154) |
| 2   | Ford      | 132 (142) |
| 3   | Toyota    | 68        |
| 4   | Opel      | 65        |
| 5   | Lancia    | 60        |

- Uwaga: Tabela obejmuje tylko pięć pierwszych miejsc.

### Klasyfikacja FIA Cup for Rally Drivers
| Lp. | Producent           | Pkt.    |
| --- | ------------------- | ------- |
| 1   | Sandro Munari       | 31      |
| 2   | Björn Waldegård     | 30 (39) |
| 3   | Bernard Darniche    | 27      |
| 4   | Jean-Claude Andruet | 18      |
| 5   | Ari Vatanen         | 15      |
| 5   | Timo Salonen        | 15      |
| 5   | Simo Lampinen       | 15      |
| 5   | Rauno Aaltonen      | 15      |
| 5   | Michèle Mouton      | 15      |

- Uwaga: Tabela obejmuje tylko pięć pierwszych miejsc.